# Nederkogel
Der Nederkogel (auch Nörderkogel oder Nederkogl, 3163 m ü. A.) ist einer der dominierenden Berge im inneren Ötztal beim Blick in Richtung Talende. Der freistehende Gipfel bietet einen guten Rundblick. Nach Norden überblickt man einen weiten Teil des Ötztals. Westwärts ergibt sich ein Überblick über die Gletscherregion des Weißkamms. Nach Süden hin bietet sich ein umfassender Blick auf den Alpenhauptkamm mit den bekannten Gipfeln Hochwilde oder Wildspitze. Der Blick nach Osten gibt einen Einblick in die Stubaier Alpen. Auf dem Gipfel befindet sich ein 8 Meter hohes Gipfelkreuz.

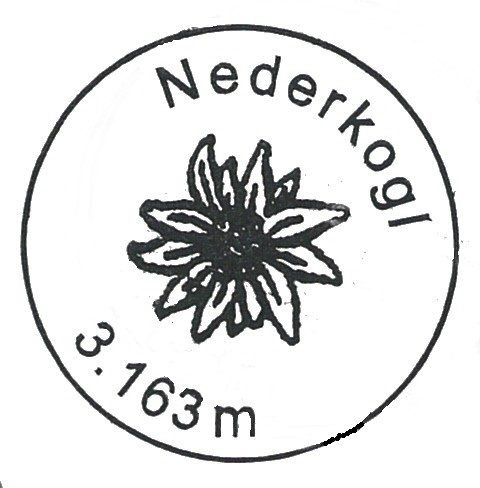
Gipfelstempel

## Lage
Der Nederkogel ist der letzte größere Gipfel des vom Alpenhauptkamm Schnalskamm in Richtung Norden abzweigenden Ramolkamms. Ihm vorgelagert ist mit dem Mittagskogel (2825 m ü. A.) nur noch ein kleinerer Vorgipfel. Dieser Seitenkamm trennt das Gurgler Tal vom Venter Tal, die bei dem Ort Zwieselstein die Quelltäler des Ötztals bilden.

## Route
Der Aufstieg erfolgt über die Ostseite des Berges. Dabei führen alle Anstiege über die Lenzenalm (1896 m ü. A.). Diese kann von Zwieselstein (1440 m ü. A.), einer Fraktion der Gemeinde Sölden, in einer guten Stunde erreicht werden. Es besteht zudem die Möglichkeit an mehreren Stellen an der von Zwieselstein nach Obergurgl führenden Straße zu starten, dieser Ausgangspunkt liegt etwa 200 Meter höher. Die Alm kann alternativ auch innerhalb einer Stunde von Untergurgl aus erreicht werden. Der Aufstieg von der Lenzenalm zum Gipfel dauert etwa drei bis vier Stunden. In einem ersten, leichteren Abschnitt gelangt man über die Vegetationszone hinaus zum Nedersee. Der zweite Teil des Aufstiegs geht zu einem Sattel im Nordostgrat des Nederkogels, der zum Mittagskogel herabzieht, den man auf einer Höhe von 2800 m betritt. Vom Sattel aus erreicht man im dritten Abschnitt über mehr oder weniger lockere Geröllfelder den Gipfel. Da in der Gipfelregion auch im Sommer noch größere Schneefelder vorhanden sein können, können Steigeisen und Pickel vorteilhaft sein.

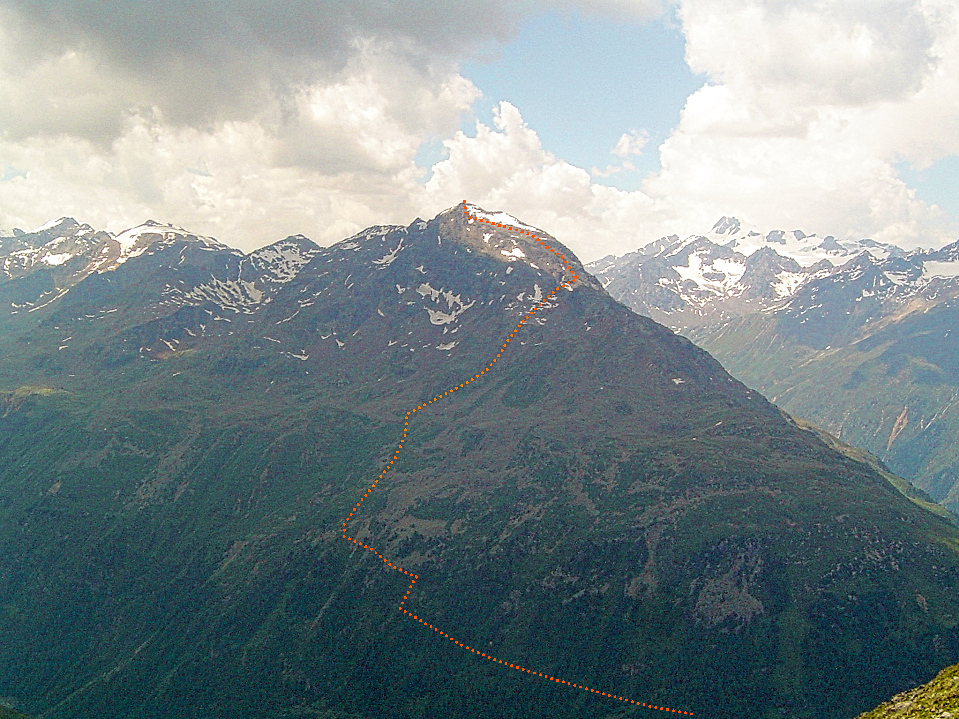
Aufsstiegsskizze

## Literatur

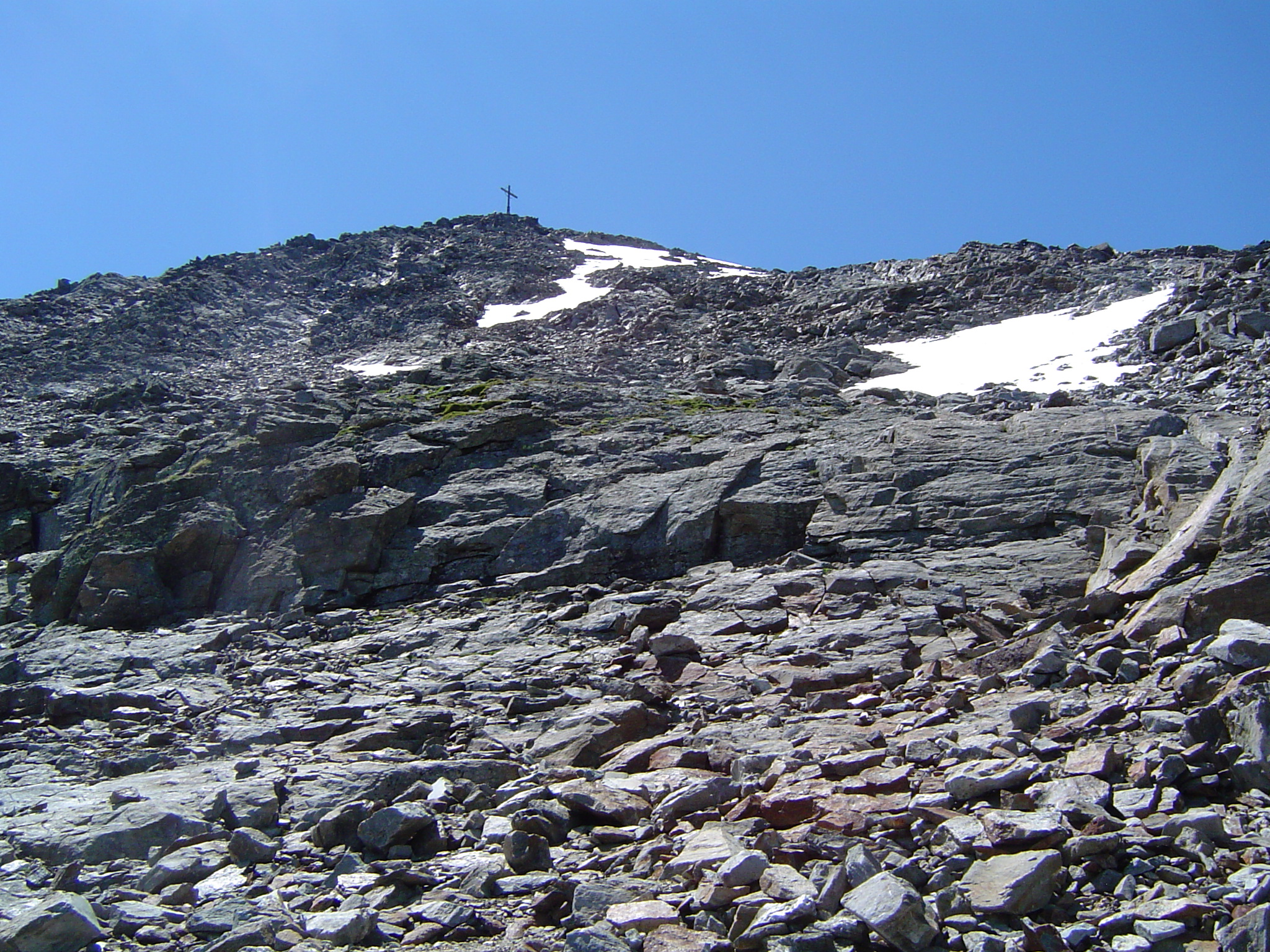
Nederkogel, Gipfelregion
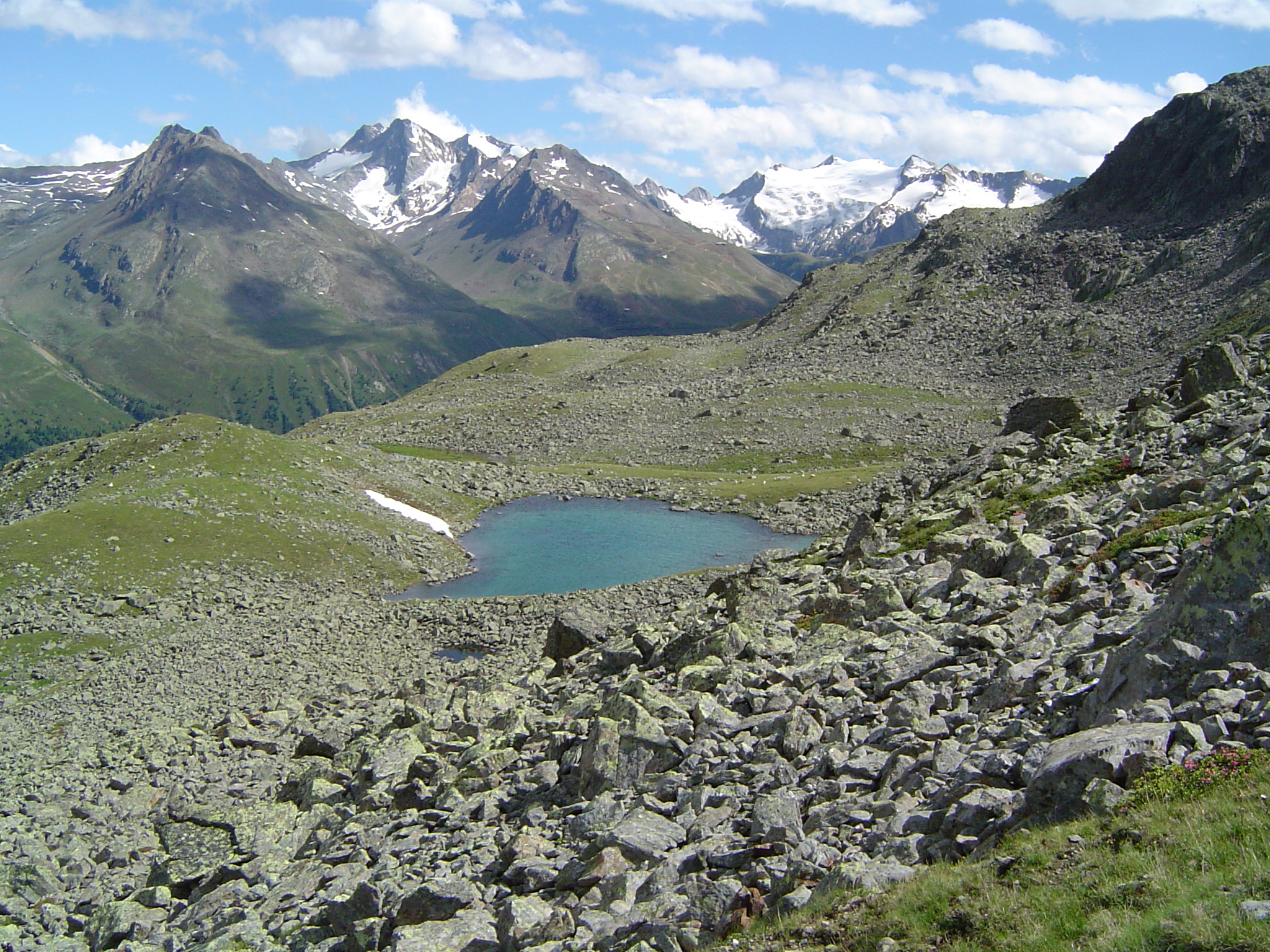
Nedersee
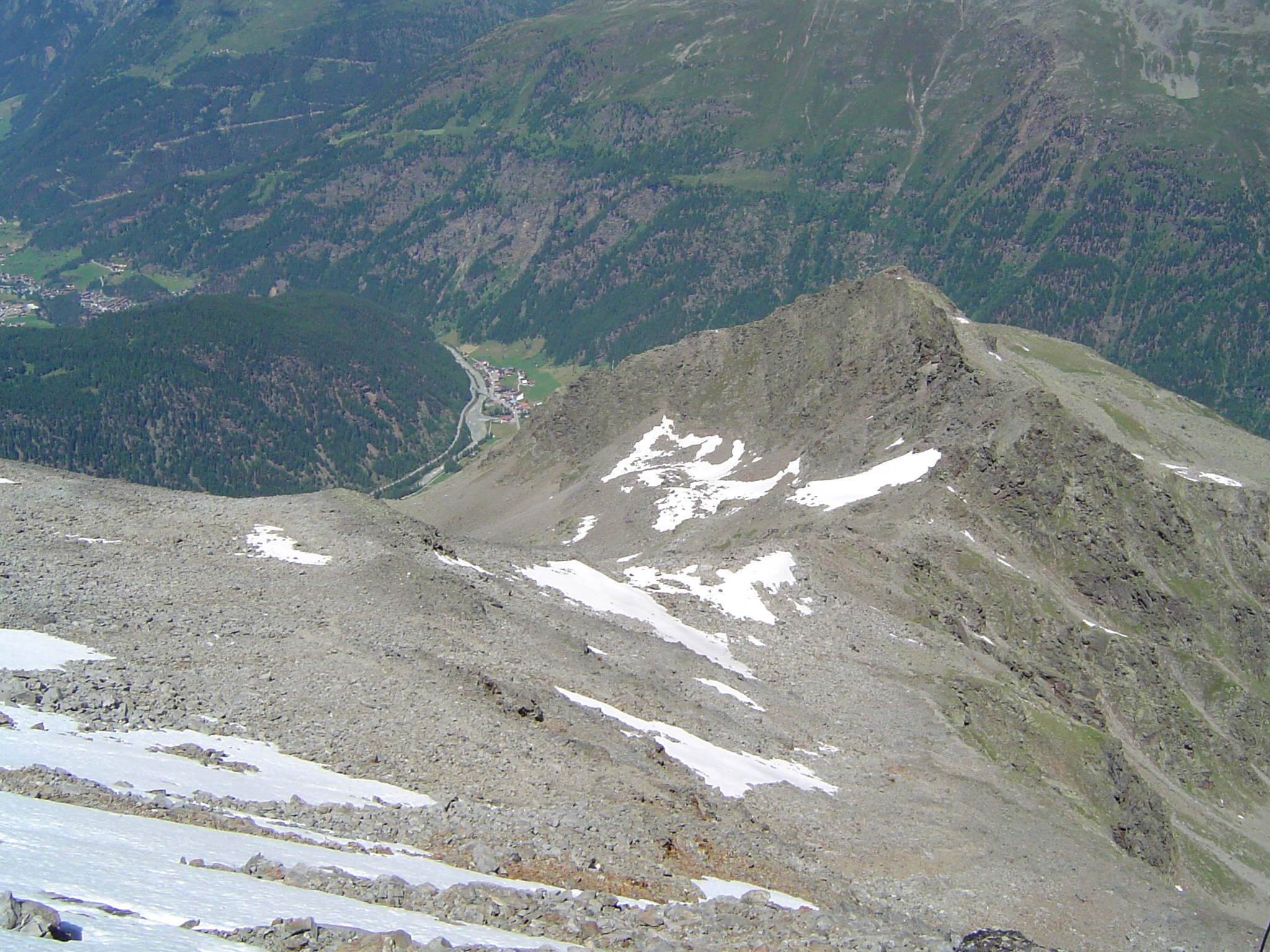
Mittagskogel
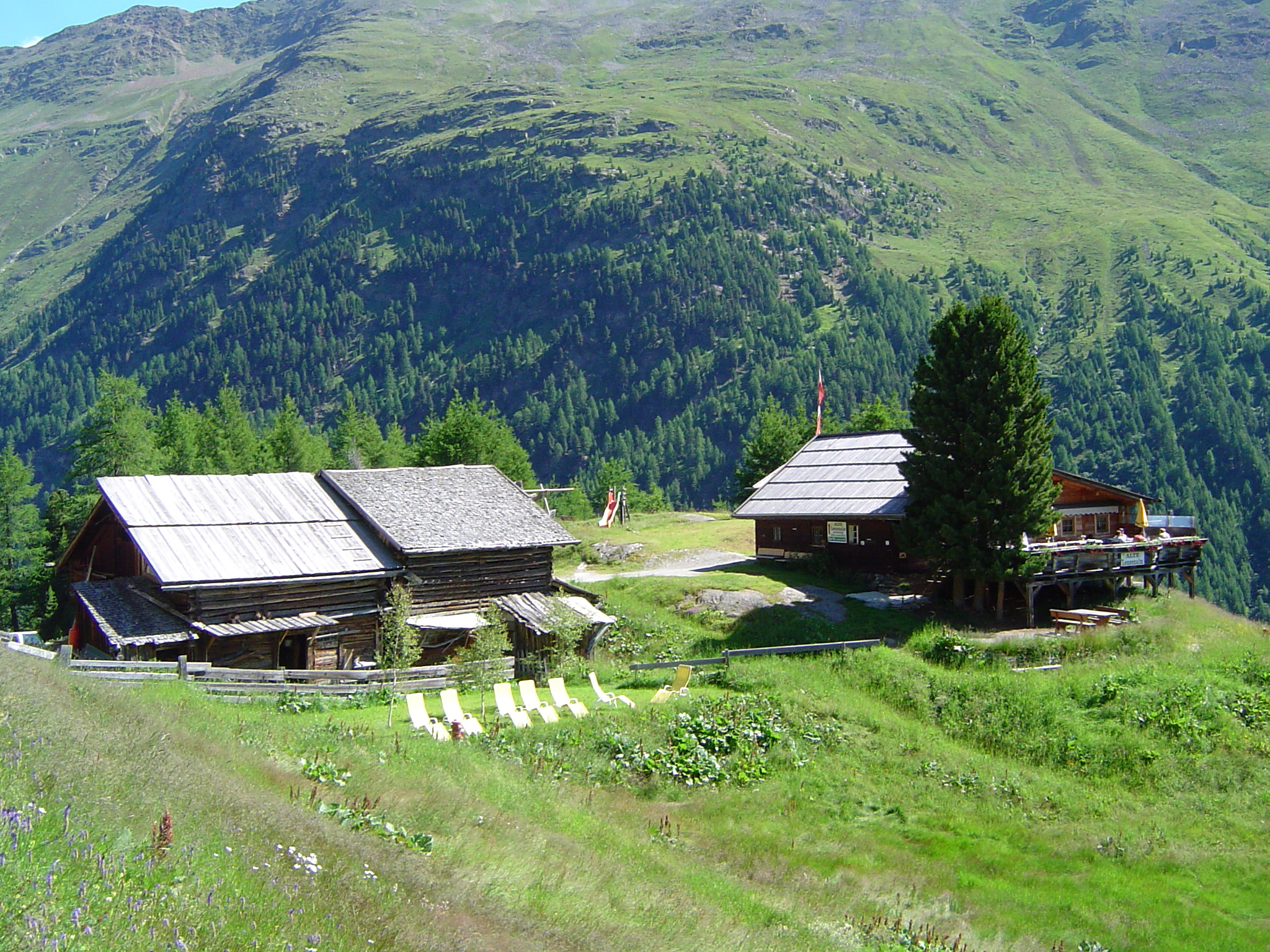
Lenzenalm
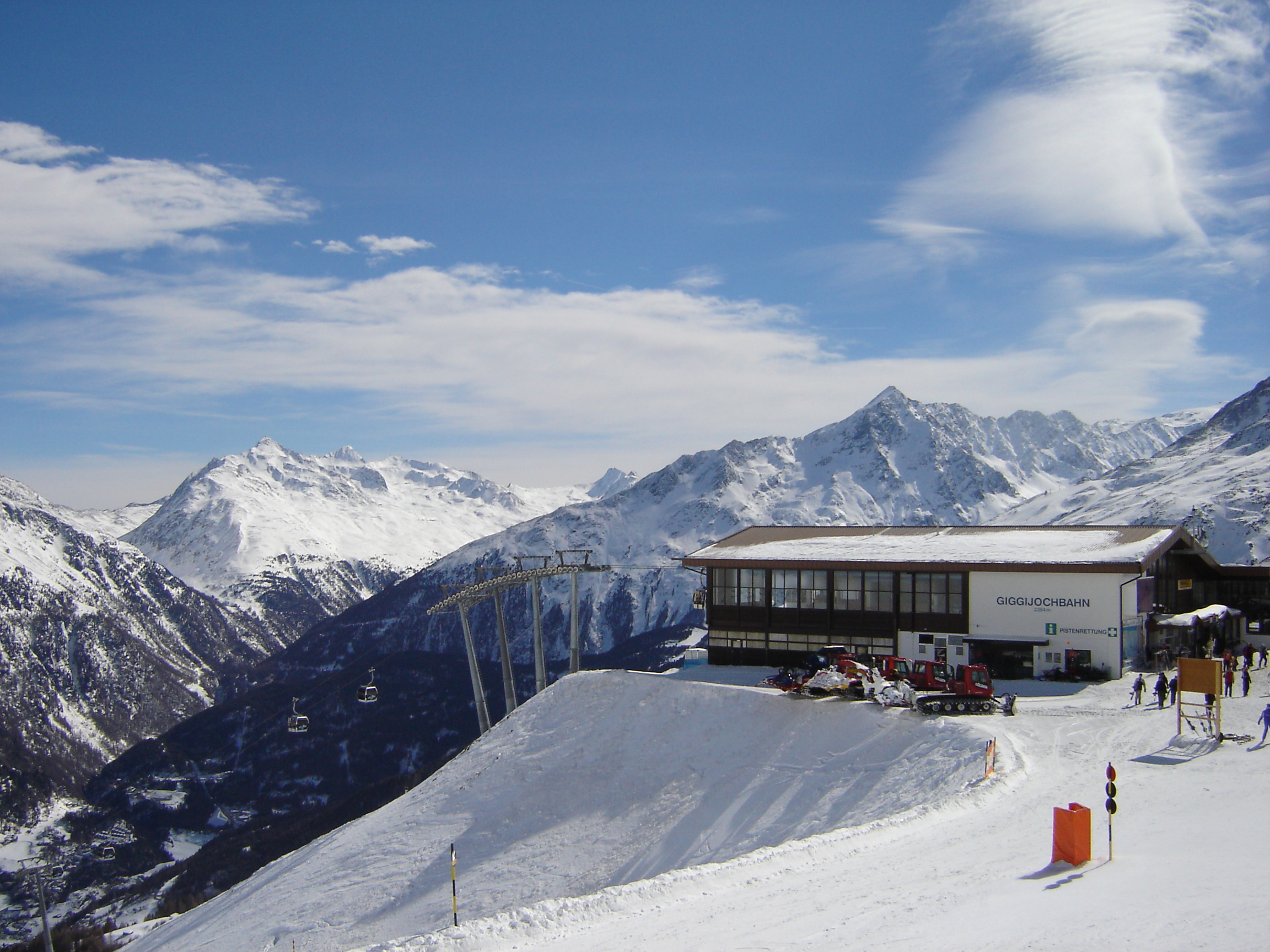
Blick von der Bergstation Giggijochbahn (2284 m) im Winter
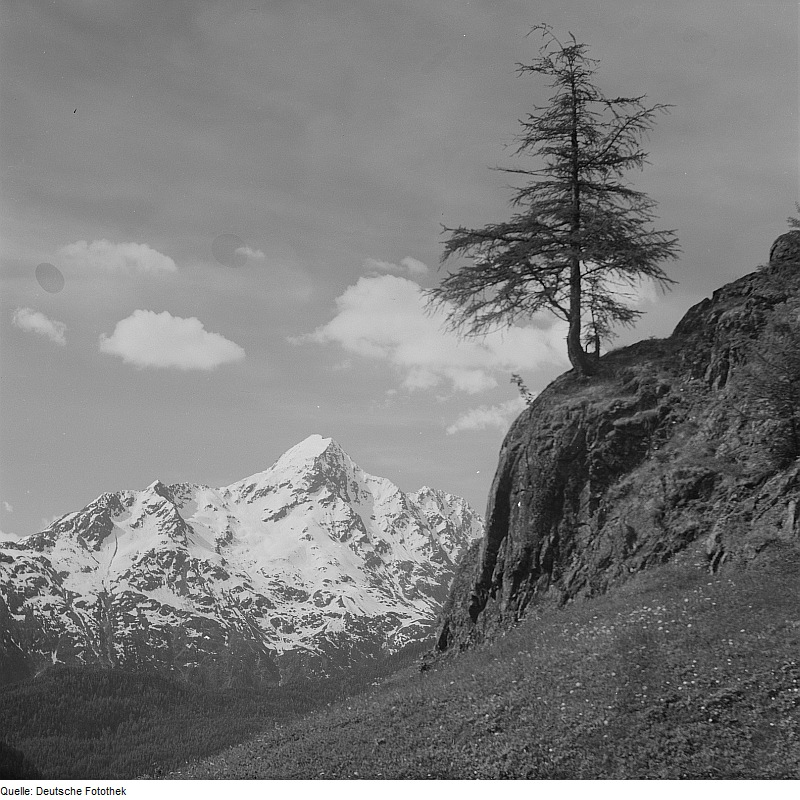
Historische Aufnahme